# Austrophorocera reclinata
Austrophorocera reclinata là một loài ruồi trong họ Tachinidae.